# Tuscola County
Tuscola County je okres ve státě Michigan ve Spojených státech amerických. K roku 2010 zde žilo 55 729 obyvatel. Správním městem okresu je Caro. Celková rozloha okresu činí 2 367 km².